# Railroad Tycoon II
 (janvier 2023).
Si vous disposez d'ouvrages ou d'articles de référence ou si vous connaissez des sites web de qualité traitant du thème abordé ici, merci de compléter l'article en donnant les références utiles à sa vérifiabilité et en les liant à la section « Notes et références ».
Railroad Tycoon II est un jeu vidéo développé par PopTop Software et édité par Gathering, sorti dans un premier temps sur PC (18 novembre 1998), puis sur Dreamcast en 2000 ainsi que sur PlayStation en 2001.
Il est le deuxième opus de la série Railroad Tycoon.

## Système de jeu

### Généralités
Railroad Tycoon II est un jeu en 2D (hormis la version Dreamcast réalisée entièrement avec la 3D en temps réel) proposant de développer le transport ferroviaire à diverses époques du XIXe siècle a nos jours, principalement en Amérique du Nord et en Europe occidentale.
Basé sur le jeu classique Sid Meier Tycoon Railroad, Railroad Tycoon II place le joueur dans la peau d'un « homme de fer », un entrepreneur de l'époque où les chemins de fer ont été les veines et les artères de chaque pays, ville et centre industriel des économies en développement. Le départ dans le jeu s'effectue avec suffisamment d'argent pour acheter une ou deux locomotives, certaines stations et des voies assez longues pour les relier. Ce qui se passe ensuite dans ce jeu de stratégie en temps réel dépend de la capacité du joueur à tirer parti des investissements, hors manœuvre des concurrents, pour satisfaire les actionnaires et les passagers. Dans une action en solo, le mode campagne propose une série de 18 scénarios de complexité et de difficulté croissantes. Il est également possible de ne pas jouer une campagne complète en sélectionnant l'une des 15 cartes individuelles dans le jeu pour sélectionner un scénario simple et atteindre un objectif prédéfini. Le bac à sable est le mode qui permet de simplement poser des voies, construire un système ferroviaire et de gérer la compagnie sans limite de temps, sans buts et sans adversaires. Ce mode peut être notamment être utilisé pour se familiariser avec le jeu.
Railroad Tycoon II fournit également un éditeur de carte qui permet de créer des scénarios personnalisés. Un mode multijoueurs existe pour permettre de jouer contre d'autres joueurs humains via le protocole TCP/IP ou un réseau AppleTalk (Windows et Macintosh ne peuvent pas joindre leurs forces dans le mode multijoueur). Cette version est soutenue par GameRanger, un service multijoueurs en ligne dédié exclusivement aux utilisateurs de Macintosh. Les autres caractéristiques de Railroad Tycoon II comprennent un échéancier allant de la fin des années 1820 à 2000, de multiples résolutions, plusieurs clips vidéo, des angles de caméra différents avec possibilité de zoom et différents lieux à travers le monde. Un système de bourse et d'actions assez complexe a été greffé à ce jeu.

### Simulation
Railroad Tycoon II est un jeu de simulation ferroviaire qui couvre l'histoire des chemins de fer de la fin des années 1700 aux années 2000. Le joueur assume le rôle du président dans une compagnie ferroviaire, en essayant de faire des profits pour les investisseurs (souvent, mais pas nécessairement, y compris pour le joueur lui-même) et en remplissant divers objectifs tout en étant gêné par des entreprises rivales, les pannes et accidents de trains ainsi que les pillages de trains.
La plupart du temps le gameplay consiste à suivre des étapes de construction, les voies puis les gares et les trains, qui sont utilisés pour transporter des marchandises d'une station à l'autre. L'argent reçu grâce au transport est déterminé par la distance entre les deux stations, à la demande et la valeur des marchandises livrées, des améliorations de la gare (certaines constructions rapporte des bonus (par exemple, un bar rapporte 10 % supplémentaires sur le transport de passagers), d'autres limitent les pénalités) et du niveau de difficulté.
Le jeu dispose d'une simulation de bourse assez complexe. Les actifs du personnage du joueur sont séparés de la richesse des entreprises, mais le contrôle exercé par le joueur sur l'entreprise permet aux joueurs expérimentés d'exploiter leurs entreprises en manipulant les dividendes, rachats d'actions et émissions d'actions. Le joueur est autorisé à acheter et vendre des actions, toutefois l'endettement du joueur est possible et limité par un seuil de solvabilité.

### Campagne
Le jeu original compte dix-huit missions, réparties entre l'Amérique du Nord, l'Europe et le reste du monde. Les missions peuvent être jouées sur trois niveaux de difficulté, et chacun comprend également trois objectifs énumérés. Remplir seulement le premier objectif du joueur fait gagner la médaille de bronze, les deux premiers une médaille d'argent, et tous les objectifs une médaille d'or. Le joueur peut jouer n'importe quelle mission dans chaque ensemble autant de fois qu'il le souhaite, celles-ci peuvent par ailleurs se poursuivre même si une mission a échoué, la médaille est décernée ou non et le joueur peut poursuivre le jeu sans enjeux tout en bénéficiant des avancées technologiques au fur et à mesure que les années passent. Le score final pour l'ensemble des 18 missions de campagne est calculé par le niveau de difficulté et le nombre de chaque type de médaille obtenue.

### Scénarios simples
En plus de la campagne, Railroad Tycoon II est doté de nombreux scénarios simples. Comme avec la campagne, chaque scénario est basé sur la situation géographique réelle. La plupart des scénarios ont aussi un système de médailles semblable à celui de la campagne, bien que n'importe quel scénario puisse être joué en mode bac à sable. De nombreux scénarios peuvent contraindre le joueur sur un point précis tel le calendrier et en fonction d'événements scénarisés : par exemple, la carte de Corée présente une histoire alternative ou le joueur est informé qu'il peut éviter la guerre civile coréenne.
D'autres scénarios simples peuvent être créés avec l'éditeur de carte inclus dans le jeu.

## Matériels

### Locomotives
Il existe 59 locomotives différentes sur le jeu, elles apparaissent dès que leur année d'invention intervient.

Exemple de locomotives présentes sur le jeu:
- 2-2-0 Trevithick (1820-1860) Vitesse max: 12Mph
- 0-2-2 Stephenson Rocket (1829-1860) Vitesse max: 16Mph
- 4-2-0 Crampton (1846-1863) Vitesse max: Mph
- 4-4-0 American C (1855- ) Vitesse max: Mph
- 4-2-2 Iron Duke (1874- ) Vitesse max: 50Mph
- 4-4-0 8-Wheeler ( - ) Vitesse max: Mph
- 2-4-0 Vulcan ( - ) Vitesse max: Mph
- 2-8-0 Consolidation ( - ) Vitesse max: 39Mph
- 2-4-0 P Tweelve Wheeler (1938-1953) Vitesse max: Mph
- 2-4-4-2 Big Boy (1941-1959) Vitesse max: 85Mph

### Wagons
Il existe 34 types de wagons différents sur le jeu, ils apparaissent dès que leur année d'invention intervient.

Exemple de wagons présents sur le jeu:
- Passager
- Restaurant
- Courrier
- Marchandises
- Alimentation
- Fer
- Charbon
- Aluminium
- Lait
- Café
- Bois
- Papier
- Bestiaux
- Blé
- Uranium (à partir de 1940)

### Autres
On peut acquérir des gares ayant des rayons d'actions différents. La petite, avec le plus petit rayon d'action (8x8) coûte 50 000 $, la moyenne 100 000 $ et la grande 200 000 $.

Diverses améliorations peuvent être achetées pour chaque gare :
- Poteaux télégraphiques (réduit l'attente en gare de 25 %)
- Bar (augmente les recettes voyageurs de 10 %)
- Silo (réduit les pénalités de retard sur le ramassage des céréales)

## Éditeur de carte
L'éditeur de carte permet de créer des cartes personnalisées avec des objectifs et des événements scénarisés au choix du joueur. Par exemple, pour la création d'un scénario historique, possibilité est donnée de spécifier à un certain moment que la guerre a été déclarée et modifier les paramètres de jeu en conséquence. L'éditeur fournit plus de 70 « déclencheurs » différents (comme le montant de trésorerie de votre entreprise détient) pour contrôler plus de 250 « évènements » différents du jeu tels que les valeurs du fret, l'accès à de nouveaux territoires ou encore la façon dont vos trains vont accélérer.

## Éditions

### Railroad Tycoon 2: Gold Edition
Coffret de Railroad Tycoon 2 et Railroad Tycoon 2:  The Second Century.
Railroad Tycoon II: Gold Édition a été porté sur Linux par Loki Software.

### Railroad Tycoon 2: Platinum
C'est l'équivalent de l'édition de Railroad Tycoon Gold avec plus de 50 nouvelles cartes customisées.